# Skylab 3
Skylab 3 var den andra flygningen till den amerikanska rymdstationen Skylab. Farkosten sköts upp med en Saturn IB-raket från Kennedy Space Center LC 39B den 28 juli 1973.
Man dockade med rymdstationen några timmar efter uppskjutningen.
Efter 58 dagar ombord lämnade man rymdstationen den 25 september 1973. Några timmar senare återinträdde man i jordens atmosfär och landade i Stilla havet.
Besättningen bestod av astronauterna Alan L. Bean, Owen Garriott och Jack R. Lousma.
Under flygningen började två av de fyra styrraketer på servicemodul att läcka bränsle och fick stängas av. Detta lämnade farkosten med endast två fungerande styrraketer, vilket var minimum för att flygningen skulle kunna fortsätta. På Kennedy Space Center började man förbereda Skylab Rescue ifall situationen skulle förvärras ytterligare. Vid ett tillfälle rullade man även ut raketen till LC 39-B. Men någon räddningsflygning behövdes aldrig.

### Fotnoter
1. ↑  ”NASA Space Science Data Coordinated Archive” (på engelska). NASA. https://nssdc.gsfc.nasa.gov/nmc/spacecraft/display.action?id=1973-050A. Läst 27 mars 2020.